# 좌투양타
좌투양타는 야구에서 왼손으로 던지고 양손으로 치는 야구 선수를 가리키는 단어이다.

## 설명
좌투양타의 경우는 주로 투수, 외야수로 많이 있으며 내야수의 경우는 오직 1루수만 보게 된다. 이런 이유는 2루수, 유격수, 3루수, 포수의 경우는 좌투양타의 선수가 소화하기엔 어렵기 때문이다. 좌투양타인 야구 선수는 KBO에선 존재하지 않으며 MLB나 NPB에선 좌투양타로 유명한 야구 선수는 지바 롯데 마린즈에서 활약하는 크리스토퍼 메르세데스, 멜키 카브레라, 닉 스위셔, 랜스 버크먼, 저스틴 스모크, 카를로스 잠브라노가 있다.

## 같이 보기
- 야구
- 타자
- 투수